# Kāgheh-ye Shomālī
Kāgheh-ye Shomālī (persiska: کاغه, Kāgheh, کاغه شمالی) är en ort i Iran.   Den ligger i provinsen Lorestan, i den centrala delen av landet, 300 km sydväst om huvudstaden Teheran. Kāgheh-ye Shomālī ligger 1 478 meter över havet och antalet invånare är 859.
Terrängen runt Kāgheh-ye Shomālī är varierad.Runt Kāgheh-ye Shomālī är det ganska tätbefolkat, med 172 invånare per kvadratkilometer. Närmaste större samhälle är Aznā, 2,6 km väster om Kāgheh-ye Shomālī. Trakten runt Kāgheh-ye Shomālī består till största delen av jordbruksmark.